# بوبي دال
بوبي دال (بالإنجليزية: Bobby Dall)‏ هو عازف باس أمريكي، ولد في 2 نوفمبر 1963 في هاريسبرج في الولايات المتحدة.

## وصلات خارجية
- بوبي دال على موقع IMDb (الإنجليزية)
- بوبي دال على موقع ميوزك برينز (الإنجليزية)
- بوبي دال على موقع إن إن دي بي (الإنجليزية)
- بوبي دال على موقع أول ميوزيك (الإنجليزية)
- بوبي دال على موقع ديسكوغز (الإنجليزية)
- بوبي دال على موقع ديسكوغز (الإنجليزية)
- بوبي دال على موقع قاعدة بيانات الفيلم (الإنجليزية)